# Цзіньіньтай
ГЕС Цзіньіньтай (金银台航电枢纽) — гідроелектростанція на півдні Китаю у провінції Сичуань. Знаходячись між ГЕС Шасі (вище по течії) та ГЕС Хун'янцзи, входить до складу каскаду на річці Цзялін, лівій притоці Дзинша (верхня течія Янцзи).
В межах проекту річку перекрили бетонною гравітаційною греблею висотою 37 метрів та довжиною 533 метра. Вона утримує водосховище з об'ємом 166,5 млн м3 та припустимим коливанням рівня поверхні в операційному режимі між позначками 346 та 352 метра НРМ (під час повені до 361,8 метра НРМ). На лівобережжі проклали канал довжиною біля 1 км, в якому облаштований судноплавний шлюз.
Інтегрований у правобережну частину греблі машинний зал обладнали трьома бульбовими турбінами потужністю по 40 МВт, котрі забезпечують виробництво 570 млн кВт-год електроенергії на рік.
Видача продукції відбувається по ЛЕП, розрахованій на роботу під напругою 220 кВ.